# Оландон
Оландо́н (фр. Olendon) — коммуна во Франции, находится в регионе Нижняя Нормандия. Департамент коммуны — Кальвадос. Входит в состав кантона Морто-Кулибёф. Округ коммуны — Кан.
Код INSEE коммуны — 14476.

## Население
Население коммуны на 2010 год составляло 189 человек.
| 1962 | 1968 | 1975 | 1982 | 1990 | 1999 | 2010 |
| ---- | ---- | ---- | ---- | ---- | ---- | ---- |
| 176  | 160  | 147  | 174  | 185  | 168  | 189  |

## Экономика
В 2010 году среди 126 человек трудоспособного возраста (15—64 лет) 86 были экономически активными, 40 — неактивными (показатель активности — 68,3 %, в 1999 году было 73,1 %). Из 86 активных жителей работали 82 человека (48 мужчин и 34 женщины), безработных было 4 (2 мужчин и 2 женщины). Среди 40 неактивных 13 человек были учениками или студентами, 11 — пенсионерами, 16 были неактивными по другим причинам.